# Ból party
Ból party – ból związany z parciem porodowym. Jest wywołany skurczem macicy oraz siłą skurczu tłoczni brzusznej. Bóle parte powodują skurcze parte, będące siłą wydalającą płód.